# Danica Roem

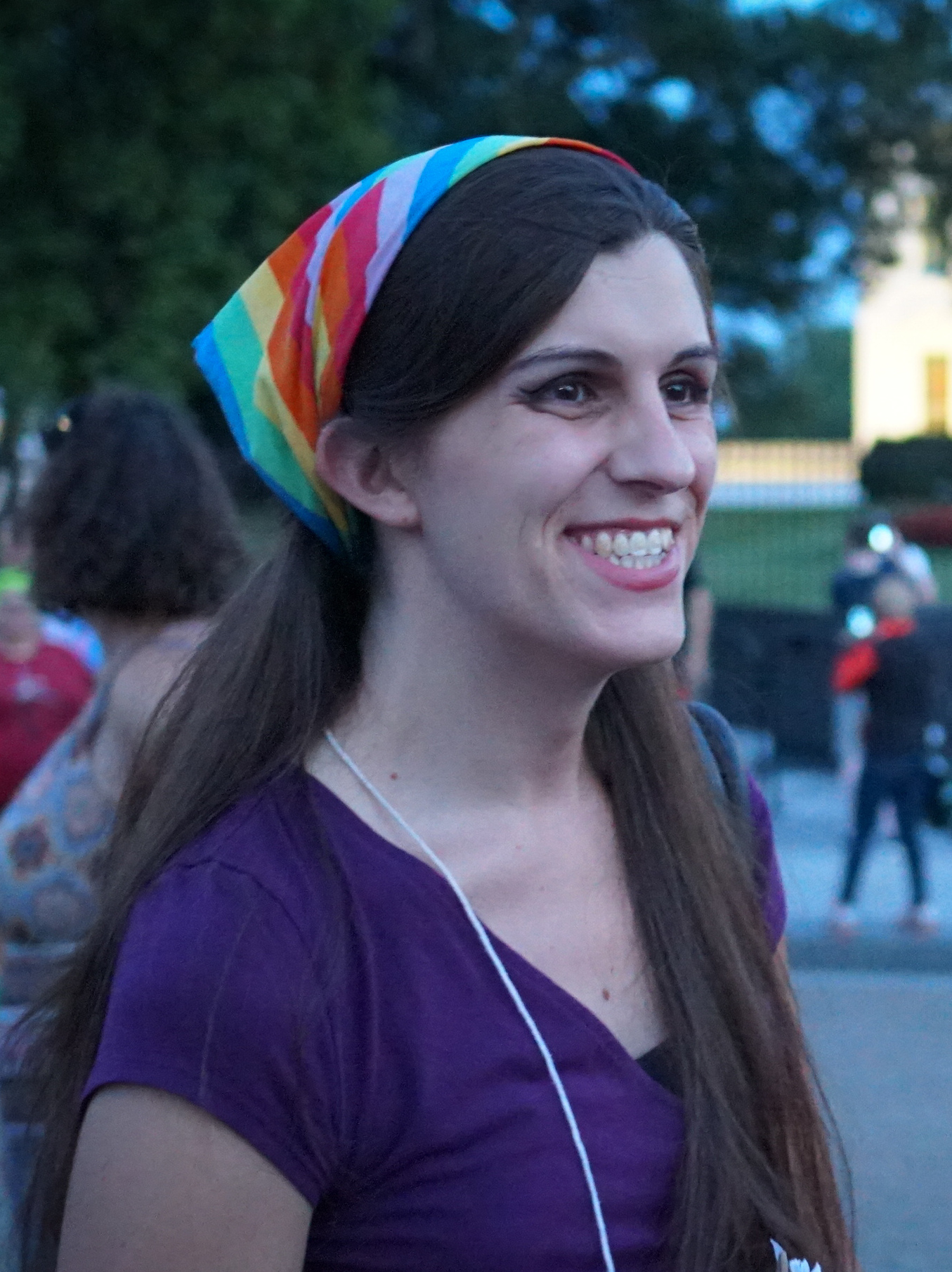
Danica Roem bei einer Demo in Washington, Juli 2017

Danica Roem (* 30. September 1984 im Prince William County, Virginia) ist eine US-amerikanische Journalistin, Politikerin, Musikerin und LGBT-Aktivistin aus dem Bundesstaat Virginia. Sie ist Mitglied der Demokratischen Partei und wurde im November 2017 in das Abgeordnetenhaus von Virginia gewählt. Damit ist sie die erste offen transgeschlechtlich lebende Abgeordnete, die in ein US-Parlament gewählt wurde.

## Politische Karriere
Am 13. Juni 2017 setzte sich Roem in den Vorwahlen für die Kandidatur der Demokraten für das 13. Distrikt des Abgeordnetenhauses von Virginia gegen vier Konkurrenten durch und wurde damit zur ersten transgeschlechtlichen Kandidatin einer der beiden großen Parteien im Commonwealth von Virginia.
Am 8. November 2017 gewann sie die Wahl im 13. Distrikt gegen den langjährigen Amtsinhaber der Republikanischen Partei, Bob Marshall, und wurde damit als erste transgeschlechtliche Abgeordnete in ein Parlament eines US-Bundesstaates gewählt. Der ihr unterlegene Marshall war Urheber eines kontrovers diskutierten und letztlich gescheiterten Gesetzesvorhabens, das darauf abzielte, transgeschlechtliche Individuen in öffentlichen Gebäuden des Staates Virginia rechtlich zur Nutzung der ihrem biologischen Geschlecht entsprechenden Toilette zu zwingen und bei Zuwiderhandlung Strafen androhte („Bathroom Bill“). Der Gesetzesentwurf wurde vom Rechtsausschuss des Repräsentantenhauses abgelehnt.

## Privates
Roem ist Mitgründerin und seit über zehn Jahren Lead-Sängerin einer Thrash-Metal-Band namens Cab Ride Home. Sie ist Stiefmutter einer Tochter. Im Jahr 2012 begann sie mit der Durchführung geschlechtsangleichender Maßnahmen, hatte im folgenden Jahr ihr Coming-out als Transfrau und nahm 2015 offiziell den Namen Danica an.